# Rudergesellschaft München 1972

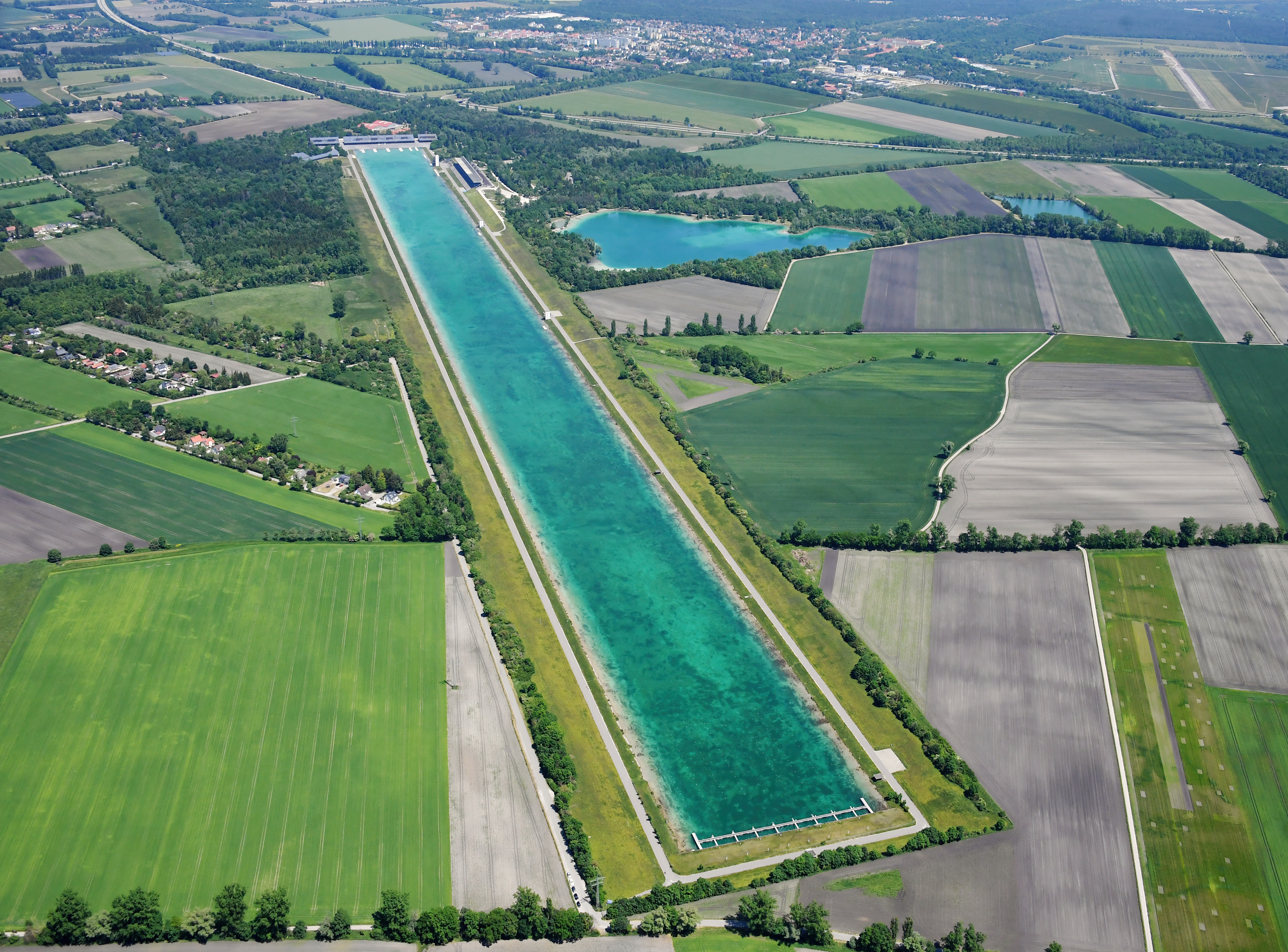
Luftaufnahme der Regattastrecke, das Bootshaus der Ruder-Gesellschaft befinden sich am nördlichen Ende hinter dem Zielbereich.

Die Rudergesellschaft München 1972 ist ein Sportverein aus München.

## Geschichte und Lage
Für die olympischen Ruderwettbewerbe und Kanuwettbewerbe wurde bis 1972 die Regattastrecke Oberschleißheim neu errichtet. Der traditionsreiche Münchener Ruder-Club von 1880 hatte sein Ruderrevier auf dem Starnberger See und wollte nicht nach Oberschleißheim wechseln. Einige Aktive hatten daran durchaus ein Interesse und gründeten am 16. März 1972 die Rudergesellschaft.1996 ging aus der Rudergesellschaft München 1972 der Schleißheimer Ruderclub hervor.

## Bekannte Sportler
Thea Einöder ruderte bei den Weltmeisterschaften 1975 im Vierer mit Steuerfrau. Ihre Bronzemedaille war die erste Weltmeisterschaftsmedaille für ein Mitglied der Rudergesellschaft. Bei der Premiere des olympischen Frauenruderns 1976 in Montreal ruderte sie zusammen mit Edith Eckbauer auf den dritten Platz im Zweier ohne Steuerfrau, die beiden waren die ersten bundesdeutschen Medaillengewinnerinnen im Frauenrudern.
Ralf Thienel begann seine Karriere bei der Rudergesellschaft und wechselte später nach Leverkusen. Kathrin Wolff gehörte bei den Weltmeisterschaften 2007 in München/Oberschleißheim zur siegreichen Crew im LTA-Vierer mit Steuermann, Mixed. Bei den Paralympics 2008 belegte die Crew den vierten Platz.